# Лі (ритуал)
Лі (кит.: 禮; спрощ.: 礼; піньїнь: lǐ) — це ключова категорія китайської філософії, особливо конфуціанства.
У найдавніших літературних пам'ятках (Ши цзін, Шу цзін) ця категорія позначала обряди, що дають можливість подолати політичні конфлікти та відображають єдність світу.
Конфуціанство розглядало ритуал Лі як мірило в управлінні державою і самовдосконаленні. Цзо чжуань наводить кілька формулювань цього поняття, а Лунь юй — численні приклади його використання. За визначенням Сюнь-цзи, ритуал Лі використовувався для подолання прагнень.

## Конфуціанство
Ключова категорія філос. вчення Конфуція – лі (ритуал, етикет, церемонія, пристойність, стриманість, обряд). Це своєрідний ритуально оформлений моральний кодекс, що відображає церемоніал., символічну дію із сакрал. значенням. Виконання ритуалу потрібне для досягнення внутр. рівноваги, впевненості в собі та шанобливого ставлення до людей. Крім того, ритуал розглядають як засіб досягнення соціальної злагоди і як джерело гармонії у Піднебессі. Конфуцій вважав, що ритуальні дійства – частина глобального ритму космічного життя, тому важливим є точне відтворення жестів, слів. Невиконання, недотримання ритуалу спрямовує люд. дії у безлад і хаос. У структурі Всесвіту людину розглядають як актив. суб'єкта світобудови, від якого залежить не тільки соціальна злагода, а й космічний порядок. У тріаді Небо–Земля–Людина воля Неба не абсолютна, для її реалізації потрібна відповідна співучасть людини: без розуму людини природа недосконала. Кожна люд. дія резонує на рівні загальності. Здійснення ритуалів і є формою співпраці людини з вищими силами, своєрід. діалогом із ними, в якому людина є активним суб'єктом. Конфуцій стверджував, що людина має обмежену здатність передбачення наслідків влас. активності, тому повинна довіряти авторитету пращурів, яким було відкрите лі і які влас. досвідом довели його незаперечну правильність. Після надання конфуціанству статусу державної ідеології твір Лі-цзи став каноном обрядовості, етикету та норм поведінки для імператор. Китаю. Конфуціанці обстоювали принцип призначення на держ. посади за особистими здібностями та здобутою освітою (а не на основі спадковості); це сприяло формуванню в Китаї системи відбору молодих талантів, їх навчання та складання іспитів. У конфуціанській. системі освіти і виховання вченого чиновника важливе місце займали 6 мистецтв: стрільба з лука, управління. колісницею, музика, каліграфія, математика, ритуал. Основою вчення є образ цзюнь-цзи (шляхет. людини), яка, за визначенням Конфуція, постійно повинна «впорядковувати», виховувати себе, зміцнювати власну волю, володіти такими чеснотами, як людинолюбство (жень), дотримання ритуалу (лі), знання (чжи), обов'язок (і, спрощ.: 义; кит. трад.: 義; піньїнь: yì), а також відданістю, синів. шанобливістю, правдивістю, обережністю, скромністю та безкорисливістю. Шляхетна людина має бути високоморальним знавцем залишених святими мудрецями канонів.
Серед найвидатніших мислителів в історії конфуціанства – Мен-цзи (бл. 372–289 р. до н. е.). Головне першоджерело – Мен-цзи, авторство якого частково належить йому та учням. Мен-цзи обстоював думку про вроджену присутність в «я» кожної людини 4-х початків («насінин»): співчуття (джерело жень), почуття сорому (джерело обов'язку), чемності (джерело лі), здатності розрізняти належне та неналежне (джерело знання). Якщо перелічені початки, подібно до насіння, «проростатимуть» у належ. умовах, то людина стане шляхетною. Дійсна природа людини розкривається лише через освіту на шляху пізнання Неба і служіння йому. Небо – найвища сила, яка прагне зберегти та покращити порядок у Піднебессі; людина ж має виховувати себе і допомагати силам Неба. Мен-цзи запропонував концепцію «гуман. управління» (жень чжен), стверджуючи, що до шляхетності людину не можна присилувати.